# Ta 400 (航空機)
フォッケウルフ Ta 400
- 用途：爆撃機
- 設計者：クルト・タンク
- 製造者：フォッケウルフ
- 運用者：ドイツ空軍
- 生産数：1機（完成せず）

フォッケウルフ Ta 400は、1943年にナチス・ドイツでフォッケウルフ社によりアメリカ爆撃機計画の有力な候補として開発された6発の長距離重爆撃機の試作機である。

## 概要
Ta 400は複数の国で製造された部品を使用して開発された最初の航空機であり、第二次世界大戦中にフォッケウルフ社で設計された最も先進的な機体であった。クルト・タンクにより爆撃機、長距離偵察機として設計されたTa 400は4度の上反角を持った肩翼配置の主翼を持ち、最も顕著な特徴は6基のBMW 801D 星型エンジンであり後に2基のユンカース ユモ 004B-1 ターボジェット エンジンが追加された。
1942年1月22日のドイツ航空省（RLM）のガイドラインに応じ、フォッケウルフ社は6基のダイムラー・ベンツDB 603もしくは6基のユンカース ユモ 222を搭載した爆撃機を設計した。アメリカ合衆国のボーイング B-29のように、Ta 400は与圧した搭乗員室と尾部銃座が与圧された通路で繋がっており、複数の遠隔操作銃塔を装備していた。膨大な量の燃料は32個の燃料タンクに収納されていた。もう一つの特徴は首車輪式の降着装置であった。9名の搭乗員は10門のMG 151/20 機関砲を含む重防御火器で守られていた。
Ta 400は最大24トン（53,000 lb）の爆弾を搭載できた。DB 603 エンジンを装備した全備重量80.27トンのモデルは偵察任務において巡航速度325 km/h(202 mph)で12,000 km(7,500 mi)を飛行できた。爆撃機型の全備重量76.07トンと80.87トンの2つのモデルは各々4,500 km (2,800 mi) と 10,600 km (6,600 mi)の航続距離があるものと予想された。計画されたユモ 004 ターボジェット エンジン付きのモデルは、長距離偵察型ならば14,000 km (8,700 mi)、爆撃機型では13,000 km (8,100 mi)を飛行できるはずだった。 Ta 400は水平尾翼の端に2枚の垂直尾翼が付いており、長い主翼の中央部分は真ん中のエンジンまで直線翼で構成され、外翼は鋭い先細り形状をしている。
Ta 400は本質的にはメッサーシュミットMe 264のバックアップ機であったが、Me 264よりも原材料や工数が掛かることから、RLMはこれ以上のTa 400の開発は無駄であると判断して1943年10月15日にフォッケウルフ社に開発中止を通告した。

## 要目
- 乗員：6名
- 全長：28.7 m (94 ft 2 in)
- 全幅：45.8 m (150 ft 3 in)
- 全高：
- 翼面積：
- 翼面荷重：
- 空虚重量：
- 全備重量：60,000 kg (132,000 lb)
- 最大離陸重量：
- 馬力重量比：
- エンジン：BMW 801D、1,700 hp (1.3 MW) × 6
- 最高速度：635 km/h (343 kt)
- 巡航高度：
- 航続距離：9,000 km (4,860 nm)

- 武装
  - MG 151/20機関砲 × 10(連装銃塔 × 5)
  - 爆弾 10,000 kg

### 書籍
- Griehl, Manfred. Luftwaffe over America. London: Greenhill Books, 2006. ISBN 978-0-7607-8697-0.
- Herwig, Dieter and Rode, Heinz. Luftwaffe Secret Projects: Strategic Bombers 1935-45. Earl Shilton, UK: Midland Publishing, 2000. ISBN 1-85780-092-3.